# (33177) 1998 FR14
1998 FR14 (asteroide 33177) é um asteroide da cintura principal. Possui uma excentricidade de 0.04658570 e uma inclinação de 2.61614º.
Este asteroide foi descoberto no dia 26 de março de 1998 por ODAS em Caussols.